# Modestia (sculptură de Corradini)

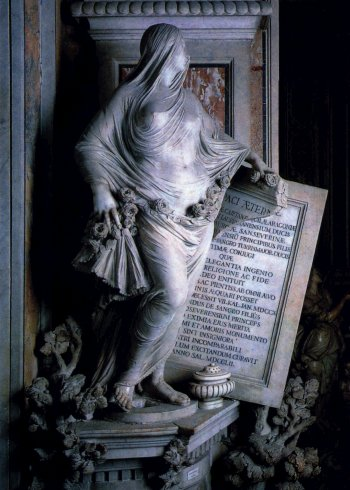
Pudicizia, Cappella Sansevero

Modestia sau Castitatea (în italiană La Pudicizia) sau Adevărul acoperit este o sculptură realizată de Antonio Corradini în 1752, în perioada Rococo. Corradini a fost însărcinat de Raimondo di Sangro să sculpteze un memorial pentru mama sa în Cappella Sansevero din Napoli, unde sculptura din marmură se află și astăzi.

## Despre lucrare
Corradini a lucrat mai ales la Veneția, dar a petrecut ceva timp și la Viena și Napoli înainte de a muri în 1752. Modestia a fost ultimul din seria de nuduri feminine cu voaluri a lui Corradini, un subiect pe care l-a dezvoltat și rafinat de-a lungul carierei sale. Măiestria sa în utilizarea suportului de marmură se observă în reprezentarea din ce în ce mai abilă a pânzei aparent fără greutate peste carnea umană în lucrările care i-au fost comandate. Modestia este poziționată pe un piedestal în capelă și poate fi uneori pierdută în frumusețea spațiului și a statuilor din jur create de alți diverși artiști. Raimondo a dorit ca această comemorare să reprezinte moartea prematură a mamei sale, când el nu avea nici măcar un an.
O imagine a acestei statui este pictată pe peretele unei clădiri înalte din Napoli.

## Caracteristici vizuale

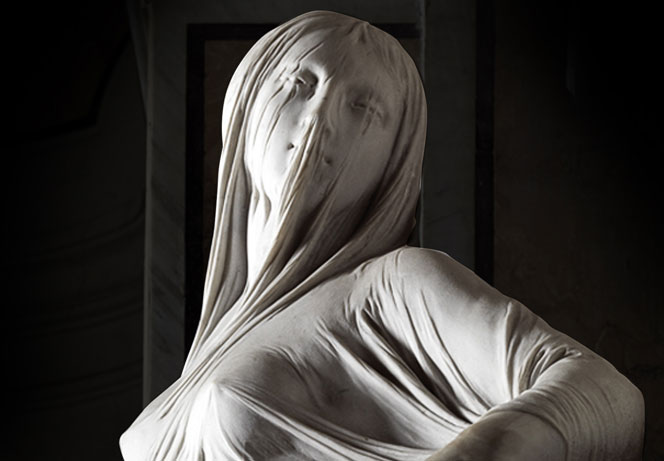
Detalii ale lucrării

Personajul se află într-o poziție contrapposto, având greutatea plasată pe un picior mai mult decât pe celălalt. Această postură îi conferă calități umane și o mișcare de parcă s-ar afla în mijlocul unei acțiuni. Modul în care voalul clasic îi cade pe corp arată, de asemenea, această mișcare. Artiștii din Italia secolului al XVIII-lea erau interesați în mod deosebit de reprezentarea mișcării, așa cum făcea Corradini. Fața ei este întoarsă de la privitor, protejându-și ochii cu vălul transparent. Poziția ei este atrăgătoare; cu toate acestea, chipul ei spune o altă poveste. Vălul pare greu, dar și transparent. Îi cade pe piept pentru a-i accentua sânii, dar îi acoperă și zona pubiană, astfel încât să nu fie vădit sexual. Este expusă, dar protejată metaforic de voal. Corpul ei suplu este fluid, aproape ca și cum nu ar avea oase și ar fi doar un om neted și perfect. Aceste calități idealizate conduc la sentimentul că este o femeie divină și că nu este din această lume.

## Capela Sansevero
Modestia este una dintre cele două sculpturi pe care Corradini le-a realizat pentru Capela Sansevero, ambele făcând parte dintr-o serie de zece statui ale Virtuții. Figura feminină cu voal întruchipează modestia, dar poate fi considerată și o reprezentare a înțelepciunii. Există o referință clară la statuia voalată a lui Isis de la Sais, în Egipt. Se spune că pe statuia antică există un citat care spune „Eu sunt trecutul, prezentul și viitorul...” Această alegorie întărește aspectul de înțelepciune al Modestiei, iar statuia este adesea numită Adevărul acoperit. Simbolurile, cum ar fi placa crăpată, ilustrează faptul că viața ei a fost scurtată prea mult. Pe piedestalul pe care se află statuia se află un relief cu o scenă biblică în care Hristos îi apare Mariei Magdalena în calitate de grădinar, reprezentând importanța credinței creștine pentru familie. O altă lucrare a lui Corradini este Decorum, care face parte tot din seria virtuților. Decorum este o reprezentare a unui nud masculin tineresc îmbrăcat sumar în piele de leu. De asemenea, i s-a comandat lucrarea Hristos acoperit pentru capelă, dar a fost finalizată în schimb de Giuseppe Sanmartino, după ce Corradini a murit subit. Cele două statui ale sale sunt aliniate pe peretele din Sansevero împreună cu alte opt. Modestia este poziționată în locul său original, oferind privitorilor posibilitatea de a vedea statuia în aranjamentul său prevăzut.

## Patronaj
Această serie de virtuți a fost comandată de Raimondo di Sangro, al șaptelea prinț de Sansevero. Patronajul este imperativ în lumea artei și este menit să transmită viziunile persoanei care plătește pentru opera de artă. Raimondo era cunoscut pentru interesul său pentru știință și artă. Acesta a achiziționat biserica la mijlocul secolului al XVIII-lea și a transformat-o în ceea ce se vede astăzi. A fost foarte special în ceea ce privește ideile sale pentru mausoleu și a angajat ceea ce credea că sunt cei mai buni artiști pentru a lucra la ea. Tema vizuală a mișcării Rococo se vede în clădirea împodobită cu un tavan pictat, morminte de marmură și sculpturi în relief.

## Figuri acoperite
Interesul lui Corradini pentru forma umană acoperită s-a întins pe parcursul întregii sale cariere. Subiectele sale erau de obicei femei și erau adesea alegorice.[4] La începutul carierei sale, lucrările sale reprezentau figuri puternic drapate în manieră clasică, iar apoi a progresat către un strat subțire și translucid de marmură care acționa ca un văl, pe măsură ce își perfecționa meșteșugul. Un exemplu al acesteia din urmă și lucrarea pe baza căreia Corradini a realizat Modestia este Fecioara vestală Tuccia, sculptată la Roma în 1743.